# スパイダーマン (1977年の映画)
スパイダーマン（Spider-man）は、1977年のアメリカ映画。アメリカの同名のテレビドラマのパイロット版である。

## 概要
「マーベル・コミック」のスタン・リー原作の、同名のアメリカン・コミックである『スパイダーマン』の初の実写映画化作品。
この映画は、1977年9月14日にCBSで初めて公開された、CBSはこのパイロット版に対し絶好調だったとしている。日本では『溶解人間』との2本立てで1978年8月19日公開、そして1986年1月19日に『スパイダーマン 正義の超人クモ男登場・電撃超能力パワーVS恐怖の殺人電波』のタイトルでテレビ朝日の日曜洋画劇場で放送された。

## キャスト
| 役名                               | 俳優                   | 日本語吹替 |
| ---------------------------------- | ---------------------- | ---------- |
| ピーター・パーカー／スパイダーマン | ニコラス・ハモンド     | 大塚芳忠   |
| ジェイムソン編集長                 | デヴィッド・ホワイト   | 富田耕生   |
| バーベラ警部                       | マイケル・パタキ       | 大塚周夫   |
| ジュディ                           | リサ・アイルバッハー   | 高島雅羅   |
| バイロン                           | セイヤー・デヴィッド   | 滝口順平   |
| ロビー                             | ヒリー・ヒックス       | 田中亮一   |
| フィンチ                           | ディック・バルダッツィ | 田中康郎   |
| モナハン                           | ボブ・ヘイスティングス | 神山卓三   |
| メイ・パーカー                     | ジェフ・ドネル         | 京田尚子   |

- その他の吹き替え声優 - 広瀬正志、石井敏郎、松岡文雄、千田光男、山口健[2]、小野丈夫、福士秀樹、速水奨、竹口安芸子、矢野陽子

## 製作
スパイダーマンがビルからビルへとスイングするシーンは費用がかさむ上に危険で、仕掛けを作って撮影するのに2日を要した。これを繰り返さないために、スタントは複数のカメラアングルから撮影されて、後々テレビシリーズのエピソードで使用できるように追加映像を作成した。

## 日本語版スタッフ
- 翻訳 - 平田勝茂
- 演出 - 左近允洋
- 調整 - 飯塚秀保
- 効果 - 東上別符精、PAG
- 録音制作 - グロービジョン
- 解説 - 淀川長治
- 担当 - 猪谷敬二（テレビ朝日）